# Deutsch Antal
Kemenesmihályfai Deutsch Antal (Pest, 1848. október 21. – Budapest, 1920. január 19.) újságíró, közgazdasági és gazdaságtörténeti író.

## Életpályája
Tanulmányait Budapesten kezdte és külföldön folytatta; hosszabb időt töltött Párizsban.  1870-től 1909-ig ő szerkesztette a Pester Lloyd közgazdasági rovatát, később pedig a lap külső munkatársaként tevékenykedett.  Tanulmányai jelentek meg a Közgazdasági Szemlében. Munkatársa volt a Párizsban megjelenő Marché financier című évkönyvnek.

## Művei
- Magyar vásárok története (Bp., 1873);
- Ungarns Finanzen und Volkswirtschaft 1867–1892 (Bp., 1892);
- Rückblicke auf die Entwicklung der ung. Volkswirthschaft im Jahre 1898. (szerk., Bp., 1899); Online
- A Pesti Lloyd-Társulat : 1853-1903 (Bp., 1903).